# Абатство Сет Фон
Абатство Сет Фон (на френски: Abbaye de Sept-Fons, официално наименование „Abbaye Notre-Dame de Sept-Fons“) е трапистко абатство в Диу, регион Оверн, департамент Алие, Централна Франция.

## История
Абатството е основано през 1132 г. като цистерциански манастир от Гишар и Уилям дьо Бурбон. Абатството се споменава в була на папа Александър ІІІ от 1164 г. През Средните векове манастирът е малък, до 1663 г. общността никога не е надвишавмала повече от 15 монаси. След средата на ХV век абатството търпи множество разрушения в резултат на честите войни и конфликти. През 1656 г. абатството се реформира и възприема по строгия трапистки ред. По време на Френската революция, през 1791 г., абатството е завзето от френската революционна армия. Абатстките имоти са конфискувани и продадени, част от манастирските сгради са разрушени. монасите се прогонени, като двама от тях са убити. През 1845 г. монаси-траписти от абатство „Дьо Гар“ изкупуват абатските имоти и възстановяват манастира.
От първите сгради на манастира не е запазено почти нищо. Запазените сгради са основно от ХVІІІ век, вкл. стената на манастира с дължина 3.3 км и четири кули. През 1954 г. е реставрирана абатската църква.
Днес абатството е действащ католически манастир, член на Ордена на цистерцианците на строгото спазване (Ordo Cisterciensis Strictioris Observantiae), като монашеското братство брои около 50 души. Монасите подпомагат издръжката на абатството с производство на хранителни добавки на основата на пшенични зародиши, закуски, конфитюри, мед, горчица, бисквити и сирене.

## Трапистка бираСет Фон
През 1890 г. абатството открива собствена пивоварна за подпомагане издръжката на монасите. Бирата печели няколко награди – златен медал на Изложението на френските пивоварни в Париж през 1891 г. и златен медал на Международния конкурс в Брюксел през 1892 г. Пивоварната е с капацитет от 40 000 хектолитра. Въпреки високото качество на произвежданата бира, производството на бира е губещо и пивоварната е продадена през 1904 г. на дружеството „Brasserie de Sept-Fons“. Фирмата запазва името и поддържа качеството на бирата, която спечелва още златен медал в Париж през 1906 г., но поради финансови затруднения спира производството през 1935 година.